# Selbstzensur

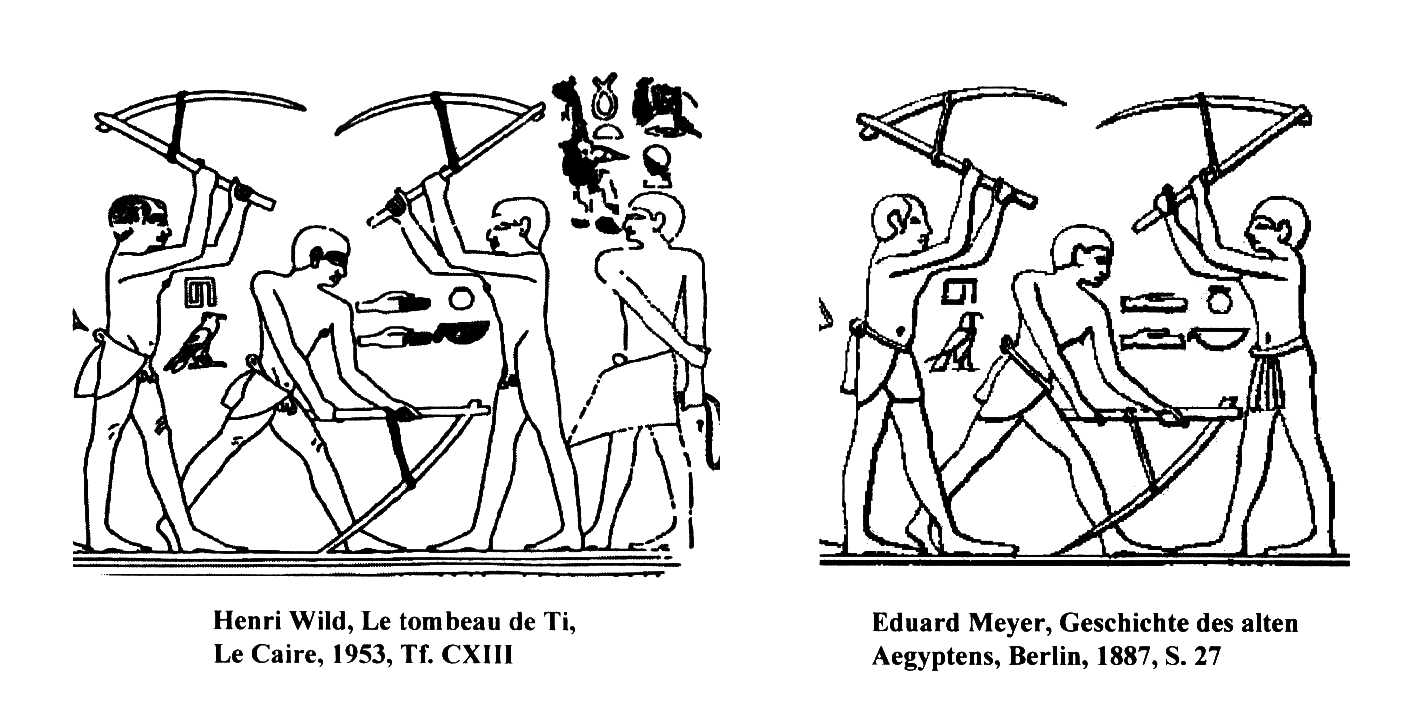
Korrekte (links) und zensierte (rechts) Wiedergabe eines Wandbildes in der Mastaba des Ti. Die Wiedergabe in einem ägyptologischen Werk von 1887 zeigt den ursprünglich nackten rechten Feldarbeiter im Lendenschurz

Selbstzensur (seltener auch Autozensur) ist Zensur, die sich Menschen oder Institutionen selbst auferlegen, z. B. hinsichtlich Meinungs- und Pressefreiheit. Sie tritt unter anderem bei Verlegern, Journalisten, Filmproduzenten, Wissenschaftlern, Künstlern sowie Medien aus vielfältigen Motiven auf.
Die Grenzen zwischen Freiwilligkeit und Zwang können bei der Selbstzensur verschwimmen: So kann ein investigativ arbeitender Journalist eine Enthüllung zurückhalten, da er sich des Wahrheitsgrades unsicher ist, oder aber, weil die von der Enthüllung betroffenen Personen die Macht haben, ihm im Falle der Veröffentlichung zu schaden. Man spricht in der Kritik an der Selbstzensur auch von „vorauseilendem Gehorsam“ und bildlich von der „Schere im Kopf“.

## Selbstzensur in Medien
Es gibt unterschiedliche Motive für Selbstzensur in den Medien.

### Selbstzensur als Akt der Mäßigung
Um zu verhindern, dass eine öffentlich geführte Debatte in unangemessenem Tonfall geführt und die Menschenwürde gesellschaftlicher Gruppen infrage gestellt wird, lobt Daniel Bax die mäßigende Wirkung einer bewussten Selbstzensur. Eine zivilisierte Gesellschaft brauche Benimmregeln. Sein Plädoyer geht dahin, die Meinungsfreiheit im Diskurs durch eine Kultur der Verantwortung zu zähmen und auf das Narrativ „Das-wird-man-doch-mal-sagen-dürfen“ zu verzichten: „Ob man das Political Correctness oder Leitkultur nennt, ist zweitrangig. Wichtig ist nur: Nicht jedes Tabu ist falsch, manches Sprechverbot durchaus angebracht.“

### Selbstkontrollen, um einer Nachzensur zuvorzukommen
Vorzensur bzw. Präventivzensur darf in Deutschland gemäß Art. 5 Abs. 1 Satz 3 Grundgesetz von staatlicher Seite aus zwar nicht stattfinden. Nach erfolgter Veröffentlichung sind hingegen Einschnitte wie die Aufnahme in die Liste der jugendgefährdenden Medien (Indizierung) oder Verbote möglich. Dies kann z. B. bei Verletzungen gegen das Persönlichkeitsrecht, Volksverhetzungen, aber auch bei Behördenvorwürfen der Unzüglichkeit und Gewaltverherrlichung geschehen.
Deshalb versuchen Autoren, einer solchen Nachzensur bzw. Prohibitivzensur durch selbst auferlegte Beschränkungen zuvorzukommen. So haben sich Mechanismen der Selbstzensur entwickelt, meist freiwillige Selbstkontrolle oder freiwillige Selbstverpflichtung genannt, wie z. B. Richtlinien für zu veröffentlichende Inhalte durch den Pressekodex, die Freiwillige Selbstkontrolle der Filmwirtschaft und die Selbstkontrolle der Unterhaltungssoftware.

### Selbstzensur durch Einflussnahme staatlicher Organe
Mit der Begründung, im Interesse der „nationalen Sicherheit“ zu handeln, kommt es bei geheimdienstlichen Aktionen zur Selbstzensur, wenn zwar das Vorhaben bereits bekannt und durch Journalisten recherchiert ist, aber durch Institutionen des Staates, wie etwa Nachrichtendienste, auf Herausgeber Einfluss genommen wird, die Erkenntnisse nicht an die Öffentlichkeit zu bringen. So etwa eine Zeit lang im Fall des Azorian-Projekts durch Einflussnahme des Geheimdienstes Central Intelligence Agency auf Zeitungen wie die New York Times geschehen. Kritiker sahen darin eine Verhöhnung des 1. Zusatzartikel zur Verfassung der Vereinigten Staaten. Das System der staatlich kontrollierten Medien in Russland beruht zu einem erheblichen Teil aus Selbstzensur ganzer Medienhäuser. Die ständige Drohung einer Schließung führt auch bei nicht im Staatsbesitz befindlichen Medien zu einem „Inneren Redaktor“, einer Selbstzensur. Schon 2011 hatte Aram Gabreljanow, der Boulevardpresse-Zar der 2000er Jahre, welcher 2011 die Leitung der Zeitung Iswestija übertragen bekam, wohl als Erster offen und laut die grundsätzlichen Beschränkungen umrissen, die für ein dem Kreml gegenüber loyales (oder sogar unter dessen Kontrolle stehendes) großes Medium bestehen. Seine Publikationen sind seiner Ansicht die einzigen, welche rasch berichten; die staatlichen Medien dächten „zu lange darüber nach, ob sie berichten sollen oder nicht“.
Flemming Splidsboel schreibt, russische Journalisten seien geradezu unfähig, echten Journalismus auszuüben angesichts zweier „Informationsräume“ und ihrer Trennung durch eine metaphorische „doppelte Sicherheitslinie“. Den Grund erklärt er anhand Igor Trosnikows Antwort auf die Frage von RBC-Journalisten beim Antritt seines Chefredaktorpostens bei RBK: „Unglücklicherweise weiss niemand, wo diese doppelte Sicherheitsline liegt.“ Auch die NZZ beschrieb 2016: „Nicht klare, scharfe Eingrenzung, sondern permanente Unsicherheit ist der Schlüssel zur Zensur.“ Journalisten riskieren also „zu jeder Zeit staatliche Sanktionen, da die Aufsichtsbehörden bereits die Kritik am herrschenden Regime als Extremismus, respektive als Rechtfertigung von Extremismus bewerten könnten“ (Schmidt, 2006).

### Selbstzensur auf Druck des Veröffentlichungspartners
Auch Angst vor nachteiligen zivilrechtlichen, wirtschaftlichen, sozialen oder beruflichen Folgen kann zur Selbstzensur führen. Allgemein ist ein Journalist gezwungen, bei einer Veröffentlichung als Abhängiger (in einem Medium, das einem nicht selbst gehört oder das auf externe finanzielle Mittel angewiesen ist) auf die Vorlieben und Interessen des Veröffentlichers resp. Financiers Rücksicht zu nehmen. Dies kann bei einem großen Medienunternehmen z. B. Rücksicht auf dessen Geschäftsinteressen auch in anderen Bereichen sein (etwa keine Kritik an Unternehmen, die zum selben Konzern gehören).
Bedeutend kann auch der Einfluss der Werbenden in dem Medium sein. Werbung bildet bei den meisten Medien die Haupteinnahmequelle und kann bei Wegfallen zur Insolvenz führen (siehe auch: Werbung und Medien). In der Folge ist die Versuchung nicht zu vernachlässigen, problematische Aspekte der Produkte oder Dienstleistungen von guten Werbekunden nicht in redaktionellen Beiträgen zu thematisieren. Um die Unabhängigkeit zu gewährleisten, empfehlen daher Institutionen wie der Pressekodex oder der Medienkodex von Netzwerk Recherche eine klare Trennung zwischen Werbung und den Artikeln. Die Grenze zwischen Journalismus und PR verschwindet jedoch zunehmend.
Ein bedeutender werdendes Beispiel von Einschränkungen durch Veröffentlichungszusammenarbeiten ist der „eingebettete Journalismus“, bei dem der Journalist z. B. bei einer Militäreinheit selbst mitfährt und berichtet. Um einer Militärzensur zuvorzukommen, werden dabei sicherheitsrelevante Informationen (z. B. genaue Position) vermieden. Zugleich liegt eine günstige Berichterstattung im Sinne des Journalisten, damit er weiterhin in der genehmigungspflichtigen Position des eingebetteten Journalisten arbeiten darf. Auch andere Sicherheitsbedenken, z. B. beim Aufzeigen von Lücken in der Nahrungsmittelsicherheit wegen der Gefahr von Nachahmern, führen zur Forderung nach Selbstzensur in diesen Bereichen.
Eine Selbstzensur kann auch stattfinden, wenn ein Medium seinen Lesern, Hörern oder Zuschauern keine Akzeptanz von ungewohnten Ansichten bzw. zur bisherigen Berichterstattung entgegengesetzte Positionen zutraut. Gesellschaftlich umstrittene Themen finden auf diese Weise oft nur wenig Resonanz in der öffentlichen Diskussion, Tabuthemen werden oft gar nicht erst aufgegriffen. Deswegen kritisieren unabhängige Medien und Bürgerrechtsorganisationen (z. B. American Civil Liberties Union, Democracy Now) große Nachrichtenmedien oft, für kontroverse Beschreibungen nicht mutig genug zu sein, eher eine einheitliche Position zum Thema einzunehmen und für diese Position durchgehend zu werben.
In dem Buch Manufacturing consent kommen die Autoren Edward S. Herman und Noam Chomsky zu der Schlussfolgerung, dass allgemein die Eigentümerschaft von Medien durch Unternehmen zu mehr Selbstzensur und weniger Vielfalt führt.

### Selbstzensur auf Druck von außen
In nicht-autoritären Systemen sind physische Bedrohungen unüblich. Es kann jedoch durch Außeneinflüsse zu einer zukünftigen Karriereeinschränkung kommen sowie durch juristische Auseinandersetzungen – zum Beispiel Rechtsprozesse – zu schweren finanziellen Schäden.
Da z. B. der Axel Springer Verlag umfangreich gegen die kritischen Reportagen von Günter Wallraff über die Boulevardzeitung Bild vorging, war z. B. eine Dokumentation bereits vor rechtlichen Schritten aus Angst vor dem Verlag über 33 Jahre mit einem Sperrvermerk versehen. Erst als der Axel Springer Verlag 2010 ankündigte, keine rechtlichen Schritte zu unternehmen, gab der WDR den Film frei. Der Journalist Thomas Schuler bezweifelte 2000 die Seriosität von Guido Knopps Professorentitel, da er ihn von der Siewerth-Akademie hat, deren Führungspersonal laut Schuler unter anderem mit der rechtsgerichteten Organisation „Verein zur Förderung der Psychologischen Menschenkenntnis“ verbunden ist. Gegen den Artikel wurden zahlreiche Rechtsmaßnahmen seitens der Siewerth-Akademie ergriffen, und obwohl Schuler vor Gericht gewann, veröffentlichte die Berliner Zeitung den Artikel daraufhin vorsichtshalber nicht im öffentlich verfügbaren Archiv.
Physische Bedrohungen führen oft zu einer besonders drastischen Selbstzensur, so ist in Diktaturen eine Nachzensur wegen der Bedrohungsatmosphäre oft gar nicht erst nötig; auch durch mächtige außerstaatliche Unternehmungen, z. B. die Drogenkartelle in Mexiko, kann eine Bedrohungsatmosphäre entstehen. Eine Selbstzensur kann auch aus Angst vor gewaltbereiten Radikalen resultieren. So wurde Salman Rushdies 1988 in englischer Sprache erschienener Roman Die Satanischen Verse nach Drohungen aus islamistischen Kreisen zunächst von keinem deutschsprachigen Verlag angenommen. Es bedurfte einer Verlagsneugründung, „Artikel 19 Verlag“, allein zu dem Zweck, die Herausgabe dieses Romans in Deutschland zu ermöglichen. In diesem Zusammenhang von Selbstzensur aus Angst vor Gewalttaten beklagt der ehemalige Ausländerbeauftragte der Thüringer Landesregierung Eckehard Peters in einem Artikel der Monatszeitschrift Die Politische Meinung:
„… die äußerst bedenkliche Tatsache, dass sich immer mehr Autoren und Verlage bei islamkritischen Themen einer Selbstzensur unterziehen, da sie offenbar Gewalttaten radikaler Muslime befürchten.“
In ähnlicher Weise, am Beispiel der Mohammed-Karikaturen, kritisierte der engagierte jüdische Journalist Henryk M. Broder in seinem 2006 erschienenen Buch Hurra, wir kapitulieren! von der Lust am Einknicken die zu nachgiebige Haltung der Regierungen Europas gegenüber Einschüchterungsversuchen von Islamisten sowie die angebliche Zurückhaltung und Selbstzensur der intellektuellen Linken Deutschlands gegenüber dem Islam.

### Selbstzensur der Sprache und „Bleeping“
Gelegentlich wird gefordert, auf mögliche Verletzungen z. B. religiöser Gefühle freiwillig zu verzichten. Doch je mehr Gewicht die Vermeidung von potentieller gruppenbezogener Diskriminierung hat, desto beschränkter ist tendenziell die Kunst- und Meinungsfreiheit zum jeweiligen Thema. Aus Sorge vor negativen Konsequenzen können etwa Intergruppenkonflikte unzureichend thematisiert werden, obwohl großer Klärungsbedarf besteht.
In dem Bestreben, niemanden durch Worte zu verletzen oder auszugrenzen, also um Diskriminierung durch Sprechen und Schreiben zu vermeiden, haben sich bestimmte Sprachregelungen herausgebildet. Neben z. B. der Vermeidung von rassistischen/verhetzenden Bezeichnungen für gesellschaftliche Gruppen werden auch Signaltöne benutzt, welche als vulgär oder diskriminierend empfundene Ausdrücke oder verbale Beleidigungen (z. B. die Seven Dirty Words oder das N-Wort) in Sendungen übertönen. Für den englischen Begriff bleeping sind im Deutschen die Verben überpiepsen, überpiepen, wegpiepen, ausbeepen oder auspiepsen gebräuchlich. Eine weitere Maßnahme ist die leicht zeitversetzte Ausstrahlung von sogenannten Live-Sendungen, um noch rechtzeitig Verstöße gegen den Kodex vor der Übertragung ausblenden zu können.
Dieses insbesondere in US-Medien auftretende „bleeping“ war teils auch rechtlich vorgeschrieben. Ein New Yorker Revisionsgericht kippte jedoch 2010 die unter der Präsidentschaft von George W. Bush ausgeweitete strenge Zensur für das Fluchen und andere Unanständigkeiten in US-Radio- und Fernsehsendern.

## Selbstzensur in Kunst und Literatur

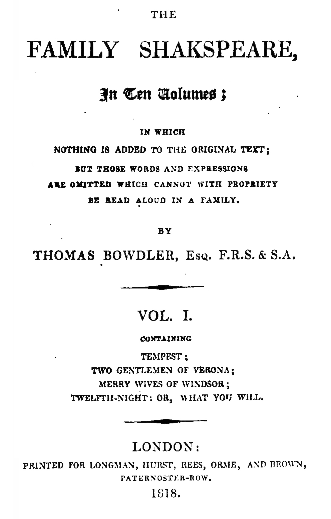
The Family Shakespeare, die „jugendfrei“ überarbeitete Ausgabe von William Shakespeares Werken von Thomas Bowdler aus dem Jahr 1818

Im Englischen gibt es den Begriff Bowdlerization, auch übergreifender mit dem Wort Expurgation (Ausmerzung, Bereinigung, Säuberung) umschrieben. Dies meint eine Form der Selbstzensur, bei der alles, was als gesellschaftsschädigend oder anstößig eingestuft wird, aus einem künstlerischen Werk oder einer anderen Art des Schreibens von Medien entfernt wird.
Der (pejorative) Begriff wurde aus dem Namen des Arztes Thomas Bowdler (1754–1825) gebildet, der 1818 das Buch The Family Shakespeare (etwa: Der familientaugliche Shakespeare, verfasst 1815–1818) herausgegeben hat. In dieser Ausgabe entfernte Bowdler alles, was er für „nicht geeignet hielt, von einem Gentleman in Anwesenheit von Damen gelesen zu werden“. In ähnlicher Weise überarbeitete er Edward Gibbons The History of the Decline and Fall of the Roman Empire.
Solche Werke werden auch als Feigenblatt-Editionen bezeichnet, weil hier anstößige Textstellen ähnlich wie Genitalien an antiken Statuen und auf Gemälden der Renaissance mit Feigenblättern „verdeckt“ wurden.

### Beispiele

#### Fahrenheit 451
Ab Januar 1967 wurde der Roman Fahrenheit 451 von dessen Verlag Ballantine Books in einer von ihm selbst überarbeiteten Version der „Bal-Hi Edition“ herausgegeben, welche sich nur an Studenten richtet. Zu den vom Verlag vorgenommenen Änderungen gehörte die Zensur der Wörter „Hell“ (Hölle), „dammed“ (Verdammt) und „Abortion“ (Abtreibung); die Abänderung von 75 Passagen; und die Komplettbearbeitung von zwei Folgen.
In dem einen Fall wurde aus einem betrunkenen Mann ein „sick man“ (kranker Mann); in einem anderen Fall wurde das Entfernen von Flusen aus einem menschlichen Nabel zu einem „cleaning ears“ (Ohren reinigen). Für eine Weile waren sowohl die zensierte als auch die unzensierte Version gleichzeitig verfügbar, ab 1973 jedoch veröffentlichte Ballantine nur noch die zensierte Version. Erst als 1979 Bradbury darauf aufmerksam gemacht wurde, schritt er ein und beendet diese Praxis: 

„In 1979, one of Bradbury's friends showed him an expurgated copy. Bradbury demanded that Ballantine Books withdraw that version and replace it with the original, and in 1980 the original version once again became available. In this reinstated work, in the Author's Afterword, Bradbury relates to the reader that it is not uncommon for a publisher to expurgate an author's work, but he asserts that he himself will not tolerate the practice of manuscript "mutilation".“

„1979 zeigte einer von Bradburys Freunden diesem eine solcherart bereinigte Kopie. Bradbury forderte Ballantine Books auf, diese Version zurückzuziehen und wieder durch das Original zu ersetzen. Und so wurde 1980 die Originalversion wieder verfügbar. In dieser wieder ursprünglichen Version spricht der Autor im Nachwort den Leser an, dass es nicht ungewöhnlich ist, wenn ein Verlag die Arbeit eines Autors bereinigt, aber er versichert, dass er selbst die Praxis der „Verstümmelung“ des Manuskripts nicht tolerieren wird.“

Die „Bal-Hi“ -Editionen werden vom Verlag jetzt als „Revised Bal-Hi“-Editionen herausgegeben.

#### Religion
- 1264 verfügte Papst Clement IV. dass die jüdischen Bewohner Aragoniens ihre Schriften den dominikanischen Zensoren zum Zwecke der bereinigenden Durchsicht übergeben sollten.[35]

#### Sexualität
- Das englische Volkslied „The Crabfish“ (auch als „The Sea Crabb“), bekannt seit Mitte des 19. Jahrhunderts, handelt von einem Mann, der einen lebendigen Hummer in einen Nachttopf legt. Seine Frau, die davon keine Kenntnis hat, nutzt diesen und wird von dem Tier ins Gesäß („arse“) und Genitalbereich („cunt“) gekniffen.[36] Über die Jahre wurde der Text an den öffentlichen Geschmack angepasst und nun kneift der Hummer die Frau lediglich ins Gesicht und in die Nase.[37]
- Die 1925 von der Harvard Press herausgegebene Edition der Essays[38] von Michel de Montaigne (in der Übersetzung von George B. Ives) wurde ohne den Teil mit sexuellen Anspielungen herausgegeben.[39]
- Das Buch Oil! des Autors Upton Sinclair wurde wegen einer in einem Motel spielenden Sex-Szene in Boston gebannt. Der Verlag produzierte daraufhin 150 Exemplare mit einer um diese Szene bereinigten Version. Sinclair erhob Protest und erwog, diesen skandalösen Fall vor Gericht zu bringen. Er tat es zwar nicht, jedoch verhalf die Kontroverse dem Buch zu seinem Bestsellerstatus.[40][41]
- Der Verlag Norsk Gyldendal veröffentlichte Ende 2013 die Originalausgabe erster Hand des 1890 erschienenen Romans Hunger von Knut Hamsun als E-Book. Hamsun selbst hatte in den späteren Ausgaben bis 1934 die provokantesten erotischen und blasphemischen Passagen gestrichen. (Bereits 1920 wurden seitens des amerikanischen Verlags jene Passagen zensiert.) Norsk Gyldendal hat bislang die Ausgabe letzter Hand von 1934 herausgegeben, während der dänische Gyldendal-Verlag in Kopenhagen die Version von 1907 druckt.[42]

#### Rassismus
- In den letzten Jahren erschienene Originalausgaben des Buches Die Abenteuer des Huckleberry Finn des Autos  Mark Twain[43][44] sowie Joseph Conrads Der Nigger von der Narcissus in Editionen, die die Wörter „Slave“, „Indian“, „Soldier boy“, „N-word“, „Children“ als Ersatz für das Wort Nigger verwenden.[45]

- Agatha Christies Roman Und dann gabs keines mehr erschien ursprünglich unter dem Namen Letztes Weekend, Zehn kleine Negerlein  (orig. Ten Little Niggers). Seit 1985 wird der Titel And Then There Were None für alle englischsprachigen Ausgaben verwendet.[46] Heutige Fassungen, etwa die Taschenbuchausgabe von HarperCollins 2015, vermeiden im Text sowohl „Indians“ bzw. „Injuns“ als auch „Niggers“ und weichen auf „Ten little soldier boys“, also Soldatenjungen aus; auch die Insel heißt „Soldier Island“ und die Figürchen sind Soldaten.[47] Da der letzte Vers des Abzählreims in dieser Frage neutral ist, eignete er sich für sämtliche Varianten des Texts. Auch in der TV-Adaption des BBC von 2015 verwendet die Drehbuchautorin Sarah Phelbs Ten Little Soldier Boys (in der deutschen Synchronfassung Zehn kleine Kriegerlein) und die Insel, auf der die Geschichte spielt, wird Soldier Island genannt.
- Das Buch Pippi Langstrumpf der schwedischen Schriftstellerin Astrid Lindgren sah sich in den 1970er Jahren dem Vorwurf des Rassismus gegenüber Schwarzen ausgesetzt.[48] Dass sich schwarze Kinder der Protagonistin Pippi, einer überzeichneten Kinderfigur, bei einem Besuch in Afrika vor die Füße werfen, wurde als koloniale Manier gedeutet – obwohl Pippi diese Art der Verehrung sofort unterbindet, indem sie sich selbst auch auf den Boden wirft und das Ganze als Spiel deklariert. 2009 wurde der Text der deutschen Ausgabe überarbeitet und die Bezeichnungen „Neger“ und „Zigeuner“ wurden entfernt. Pippis Vater wurde vom Negerkönig der Originalausgabe von 1945 in Südseekönig umbenannt. In der DDR war der Begriff bereits durch König der Takatukaner ersetzt worden.[49] Astrid Lindgren hatte zu Lebzeiten eine solche Bearbeitung untersagt.[50]
- Ebenso erging es dem Buch Die kleine Hexe von Otfried Preußler. Hier wurde 2014 vom Thienemann Verlag in Absprache mit den Nachkommen Preußlers, welche eine vollständige Umgestaltung ablehnten, einzelne Wörter wie „Neger“, „wichsen“ und „Zigeuner“ ausgetauscht. Der seinerzeit verantwortliche Verleger Klaus Willberg kündigte zudem an: „Wir werden alle unsere Klassiker durchforsten.“[51] Der Literaturkritiker Denis Scheck kritisierte dieses Verhalten als  „Tollheiten einer auf die Kunst übergriffigen politischen Korrektheit“.

„Die Alternative hat George Orwell in seinem Roman 1984 beschrieben, in dem die Angestellten des Wahrheitsministeriums permanent die Vergangenheit umschreiben“

- 2024 wurde das Kinderbuch Jim Knopf und Lukas der Lokomotivführer von Michael Ende in einer überarbeiteten, politisch korrekten Fassung herausgegeben.[52]
- Das Lied Brown Sugar der Rockband The Rolling Stones ist wegen mehrerer Textpassagen, u. a. „Scarred old slaver knows he’s doin’ all right. Hear him whip the women just around midnight“, umstritten.[53][54] Im Oktober 2021 verkündete die Band, den Titel bei der No Filter Tour aus ihrer Setliste zu nehmen.[53]
- Das Lied Sonderzug nach Pankow des Sängers Udo Lindenberg aus dem Jahr 1983 wurde 2024 zensiert, weil es den Begriff „Oberindianer“ verwendet.[55]

#### Flüche
- Viele Foren und Plattformen der Sozialen Medien im Internet nutzen automatische Wortfilter, um anstößiges Vokabular aus eingehenden Beiträgen zu bereinigen. Die Worte werden dabei nicht gelöscht, aber unlesbar gemacht, etwa durch das Einfügen von Sternchen (Asterisk). Dabei werden oft auch „unschuldige“  Wörter geblockt (siehe dazu das Scunthorpe-Problem). Internetnutzer, die gleichwohl ein blockiertes Wort durch diese Filter bringen möchten, verändern es daher, z. B. „fciken“, „S E X“  oder „Schayze!“.
- Das 2010 veröffentlichte Lied Fuck You! des US-amerikanischen Sängers CeeLo Green, welches die Top-10 von 13 Ländern erreichte, wurde im Radio als Forget You! oder F You! angekündigt;[56] das entsprechende Video wurde so geschnitten, dass man die Lippenbewegungen nicht lesen konnte.[57]

#### Abbildungen von Tabakkonsum
Eine Tabak-Bowdlerisierung tritt auf, wenn ein Verlag oder eine Regierungsbehörde ein Foto, einen Text oder ein Videodokument löscht oder bearbeitet, um Bilder und Verweise auf den Konsum von Tabakprodukten zu entfernen. Es tritt häufig in Verbindung mit traditionellen Beschränkungen der Tabakwerbung auf und tritt am häufigsten bei Werken auf, die sich an Kinder richten.
- So verwendete 1984 das Plattenlabel EMI die Technik des EMI Group, um eine Zigarette aus der Hand von Paul McCartney auf dem Cover der Neuveröffentlichung I Want to Hold Your Hand von den The Beatles zu entfernen.
- 2006 geschah dies ebenfalls bei der Neuveröffentlichung von The Capitol Albums (Volume 2). Fans entdeckten allerdings, dass zwei Finger von Ringo Starr ebenfalls entfernt wurden.[58]
- Die 1998 in den USA veröffentlichte Video-Veröffentlichung des Disney-Zeichentrickfilms Musik, Tanz und Rhythmus entfernte mehrere Bilder aus der Sequenz Pecos Bill und der Wilde Westen, dessen Protagonist rauchte und Zigaretten rollte. Diese Szenen wurden allerdings für die Veröffentlichung im britischen Homevideomarkt im Original belassen.
- 1999 entfernte der United States Postal Service für eine neue Briefmarkenserie eine Zigarette aus einer Fotografie des Künstlers Jackson Pollock.
- Im Jahr 2009 zeigte das Pariser Verkehrsunternehmen RATP anlässlich eines Tati Film Festivals Plakate mit dem französischen Filmstar und Komiker Jacques Tati, der anstatt seiner typischen Tabakpfeife ein gelbes Spielzeugwindrad im Mund trug. Begründet wurde das von dem Unternehmen mit dem Verbot der Tabakwerbung in Frankreich. Dies stieß wiederum auf heftigen Protest der Festivalorganisatoren.[59]

- Das Medienunternehmen Turner Broadcasting erhielt Beschwerden über Raucherszenen in der Zeichentrickserie Tom und Jerry, die auf ihrem Kanal Boomerang erneut ausgestrahlt wurden. Darauf kündigten sie an, dass sie ihre Cartoons-Bibliothek durchsuchen und alle Szenen entfernen würden, in denen das Rauchen „verherrlicht“ würde.[60]
- Das „Winston Churchill’s Britain at War Experience Museum“ (2013 geschlossen) zeigte 2010 über dem Eingang eine berühmte Fotografie von Winston Churchill, welche aber fototechnisch um die Zigarre der Originalaufnahme beraubt wurde.[61]

#### Politik
- Regelmäßig werden Publikationen oder Internetseiten von den Behörden der Volksrepublik China auf regimekritische Passagen durchsucht und, wo sie nicht vollständig zensiert werden beziehungsweise die Veröffentlichung untersagt wird, lediglich in abgeänderter Form zugelassen. Siehe Internetzensur in der Volksrepublik China.

#### Andere
- Das Videospiel South Park: Die rektakuläre Zerreißprobe heißt im englischen Original „South Park: The Fractured but Whole“ (etwa: „Das Gebrochene aber Ganze“). Ursprünglich aber sollte es „The Butthole of Time“ („Das Arschloch der Zeit“) heißen. Obgleich der Ursprung des Spiels, die Animationsserie South Park, durchaus bewusst mit den Mitteln des Fäkalhumors arbeitet, wurden die Macher Matt Stone und Trey Parker darauf hingewiesen, dass sich Verkaufsstellen kein Produkt mit dem Wort „Poloch“ in die Regale stellen würden. Deshalb machte sich Trey Parker einige Stunden an die Arbeit um das Wort dennoch in dem Titel zu verstecken. Dann kam er auf den Titel The Fractured But Whole, also Das Gebrochene doch Ganze, wobei die Wortkombination „But Whole“ wie das englische Wort „butthole“ klingt. Diese Referenz wurde abgewandelt auch im deutschen Titel übernommen.[62]

- Das Lied Pass the Dutchie der britischen Kinderband Musical Youth ist eine entschärfte Version des Liedes Pass the Kouchie des jamaikanischen Gesangstrios Mighty Diamonds,[63][64] das 1981 erschien, und hier wurde „Koutchie“ (ein Joint, auch kouchie, kutchie, …) durch „Dutchie“ (Kosewort für einen Dutch oven) ersetzt.[65] Generell wurden im Lied alle Referenzen zu Drogen durch Lebensmittel ersetzt, so auch die Zeile „How does it feel when you got no herb?“ (deutsch „Wie fühlt es sich an, kein Kraut zu haben?“) zu „How does it feel when you got no food?“ (deutsch „Wie fühlt es sich an, nichts zu essen zu haben?“).

### Kritik
Deutsche Neuübersetzungen fremdsprachiger Bücher stoßen auf die Schwierigkeit diese mit der etwa seit der Jahrtausendwende immer stärker in das Kulturleben einfließende Politische Korrektheit in Einklang zu bringen. So übersetzt der Schriftsteller Andreas Nohl das Wort Nigger mit „Schwarzer“ oder „Sklave“, vermeidet aber weitergehende Bearbeitungen der Originaltexte.

„Wir sind nicht George Orwells Sprachpolizei – wir erfinden die Welt nicht neu. Wäre das der Fall wäre selbst die Bibel nach einer politisch korrekten Neuübersetzung kaum wiederzuerkennen.“

Die American Library Association tritt entschieden gegen die Zensur von Bibliotheken ein. Sie veröffentlicht jährlich eine Liste der erfolgreichen und versuchten Entfernungen von Büchern aus Bibliotheken und ist Hauptsponsor der jährlich stattfindenden Banned Books Week.
In einer im Mai 2019 durchgeführten Umfrage des Instituts für Demoskopie Allensbach für die FAZ waren 75 % der Befragten für die Beibehaltung der Originalversion von Astrid Lingrens Buch von Pippi Langstrumpf.

## Selbstzensur in der Forschung
Eine Selbstzensur in der Forschung kann erfolgen, wenn sie stark durch wirtschaftliche Zielsetzungen geprägt ist und sich nicht an Elementen „verantwortlicher Wissenschaft“ orientiert.
Einen starken Einfluss hat auch hier, wer bzw. welche Organisation das Projekt finanziert und was für Erwartungen an das Projekt gestellt werden. Wenn bestimmte Erwartungen für das Ergebnis der Studie existieren, kann der Wissenschaftler dieses Ergebnis (unabhängig vom Wahrheitsgehalt) gezielt herbeiführen, um auch in Zukunft finanziell gefördert zu werden. In Deutschland fallen z. B. Studien in der Pharmaforschung teils weniger kritisch aus als im Ausland. Eine Ursache dafür ist, dass diese Forschung in Deutschland nahezu ausschließlich von Pharmaunternehmen betrieben wird, während z. B. in Italien die Pharmaunternehmen einen Teil ihrer Marketingausgaben in einen Fonds einzahlen. Aus diesem Fonds werden dann unabhängige Studien zur Arzneimittelanwendung finanziert.
Eine Studie vom Bayerischen Staatsinstitut für Hochschulforschung und Hochschulplanung zeigt, dass die zunehmende Bedeutung von Drittmitteln (und damit Abhängigkeit von dem Finanzier der Drittmittel) zu geringerer Vielfalt in der Forschung führt und die Wissenschaftler versuchen, ihre Ergebnisse dem Mainstream anzugleichen.